# Františka Vrbenská
Františka Vrbenská (* 25. července 1952, Praha) je česká spisovatelka žánru sci-fi a fantasy.

## Život
Františka Vrbenská (rozená Beerová) získala roku 1979 titul PhDr. na Filozofické fakultě Univerzity Karlovy v oboru informatika – knihovnictví. V letech 1985–1991 byla vedoucí knihovny Institutu řízení a v současné době pracuje jako knihovnice v národním programu ochrany fondů Národní knihovny České republiky v Praze- Hostivaři. Kromě fantasy příběhů píše také odborné studie z oblasti vědeckých informací a knihovnictví. Se svým manželem (svatba roku 1978) vychovala dvě děti.
První fantasy příběh napsala Františka Vrbenská pod vlivem četby již v jedenácti letech. Koncem 60. let vydávala školní časopis s fiktivními senzačními záhadologickými reportážemi, například z oslavy příletu mimozemšťanů. V polovině 80. let vyšla v různých periodikách řada jejích sci-fi příběhů (např. Zlatý faraón 2034, Ve čtvrtek bude konec světa nebo Čas má hadí zuby). První díl její historické fantasy Labyrint půlnočního draka – Král z Hlubiny půlnoci vznikl již roku 1991 a Františka Vrbenská za toto dílo získala roku 1995 rytířský titul v soutěži o nejlepší fantasy Klubu Julese Vernea, ale ke knižnímu vydání románu došlo až roku 1998. Mezitím se Františka Vrbenská podílela na třídílné publikaci Čas hradů v Čechách historickými příběhy s prvky fantasy.
Františka Vrbenská se rovněž aktivně angažuje ve fandomu a často přednáší na conech. Za svou celoživotní práci a přínos pro rozvoj žánru fantastiky byla na Parconu 2008 v Plzni Československým fandomem oceněna Mlokem za zásluhy.

## Dílo

### Knihy
- Čas hradů v Čechách, Horizont, 1994–1996, tři díly, spoluautorka, putování po českých hradech, znovu 1997–1998,
- Labyrint půlnočního draka, románová fantasy trilogie:
  - Král z Hlubiny půlnoci, Netopejr, Praha 1998,
  - Kamenný vodopád, Netopejr, Praha 1998,
  - Věž mlčení, Netopejr, Praha 2000.
- Stín modrého býka, Straky na vrbě, Praha 2001, společně s Leonardem Medkem, historický román ze 4. století s prvky fantasy, znovu 2005,
- Oheň v kapradí, Ivo Železný, Praha 2004, společně s Miroslavem Zachariášem, román ze seriálu Mark Stone,
- Vítr v piniích, Straky na vrbě, Praha 2009, společně s Jakubem D. Kočím, román, oceněn Akademií SFFH jako nejlepší původní kniha roku 2009, stejnou cenu získal také od čtenářů v soutěži Aeronautilus. Tuto cenu získala i autorka ilustrace na obálce Jana Šouflová.
- Naganty a vlčí máky, Triton, Praha 2011, osmnáctá část série Agent JFK.

### Povídky
- Zlatý faraón 2032 (1983), Ve čtvrtek bude konec světa (1984) a Čas má hadí zuby, sci-fi povídky otištěné v osmdesátých letech v různých periodikách,
- Zlato a štístko pro všecky, antologie Základna 8, SF&F Workshop 1998,
- Vlny a kámen, časopis Dech draka 1999/04,
- Sequor Trahentia Fata, časopis Dech draka 2000/06,
- Jedové strdí, antologie Noční setkání, Slon 2000,
- Lov na křišťálové blesky, antologie Mlok 2000, Straky na vrbě, Praha 2000,
- Norování na třetí planetě Orgiz, antologie Proměna - Bohemiacon 2001, SFK Nazca, Ústí nad Labem 2001,
- Stopy ve větru, časopis Dech draka 2001/06,
- Jestřábí hvězda, antologie Conan v bludišti zrcadel, Straky na vrbě, Praha 2001,
- Dva živí navíc antologie Drakobijci 3, Straky na vrbě, Praha 2001,
- Ryšavý kocour, černý pes, antologie Drakobijci 4, Straky na vrbě, Praha 2002,
- Trůn z říční mlhy, časopis Pevnost 2002/04,
- Jednomu lásku, druhému smrt, antologie 2003: Česká fantasy, Mladá fronta, Praha 2003,
- Oheň v kostech, popel v očích, antologie Čas psanců, Triton, Praha 2004,
- Než dozraje smrt, antologie Písně temných věků, Triton, Praha 2005,
- Kalné víry Rhenu, antologie Legendy české fantasy, Triton, Praha 2006,
- Hra na tiché léto, antologie Pod kočičími hlavami, Triton, Praha 2007,
- Studna pod jilmem, antologie Časovír, Mladá fronta, Praha 2008,
- Tichá noc, svatá noc, antologie Svůj svět si musíme zasloužit (Agent JFK speciál), Triton, Praha 2009,
- Jdi a zeptej se tygra, časopis Pevnost 2009/09, společně s Jakubem D. Kočím,
- Lebka Medúzy, antologie Zabij/zachraň svého mimozemšťana, Mladá fronta, Praha 2010,
- Draci snů, draci hororů, antologie Legendy: Draci, Straky na vrbě, Praha 2010,
- Času je málo, voda stoupá, časopis Pevnost 2011/10,
- Mám se bát, antologie Žoldnéři fantasie: Dobré zprávy ze záhrobí, Straky na vrbě, Praha 2012,
- Starý dům má temná okna, časopis XB-1, 2012/03
- Hodina královraha, antologie Agent JFK 33: Soumrak světů, Triton 2014